# Brigada »Pavlek Mihovil Miškina«
Brigada »Pavlek Mihovil Miškina« je bila brigada v sestavi Narodnoosvobodilne vojske in partizanskih odredov Jugoslavije in ki je delovala med drugo svetovno vojno na področju Kraljevine Jugoslavije.

## Organizacija
- štab
- 3x bataljon